# San Nicolás de los Arroyos

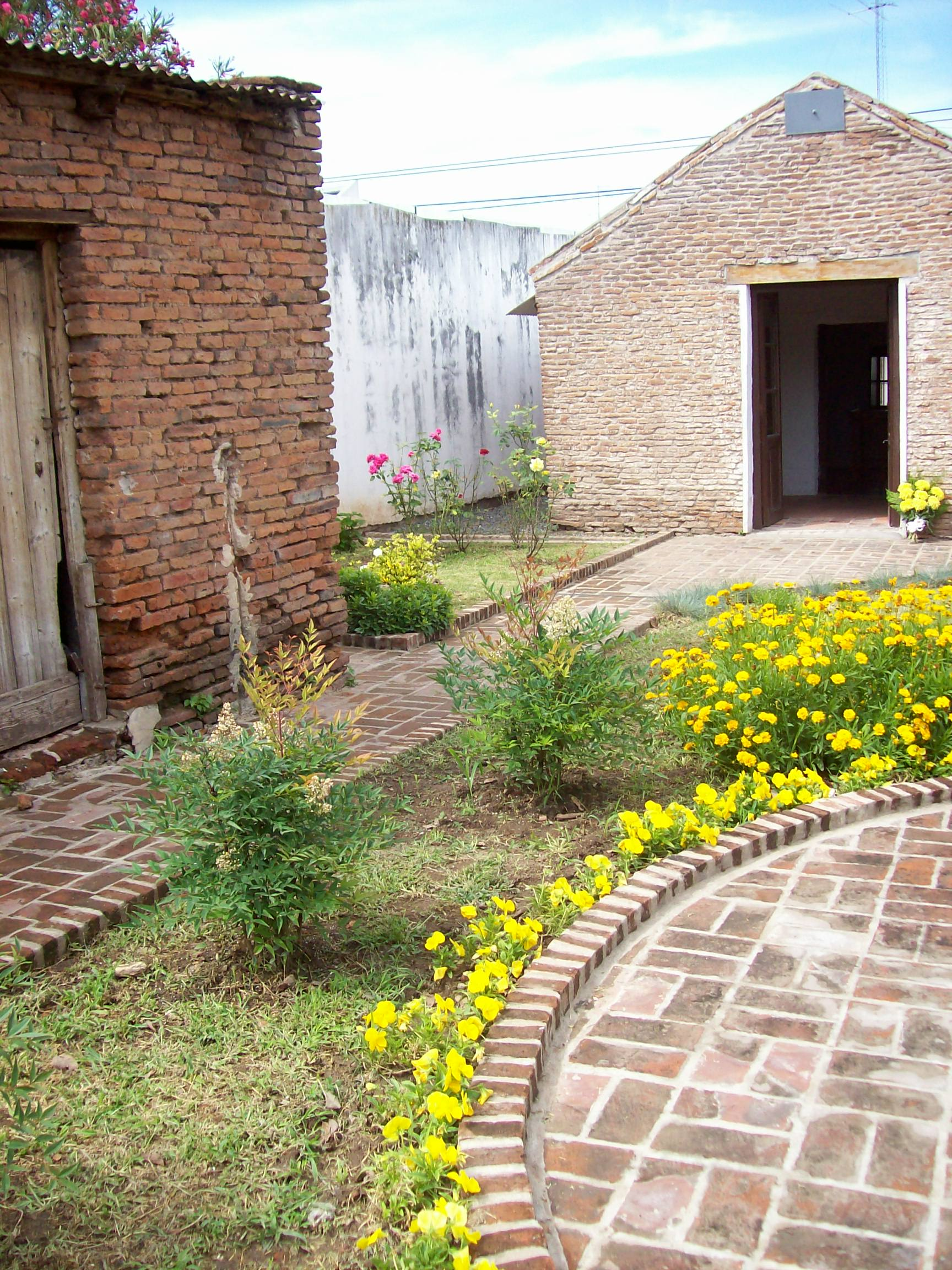
Frente original de la casa de José Alberto, que hoy conforma el patio y fondo de acuerdo con la planificación urbana moderna de la ciudad.

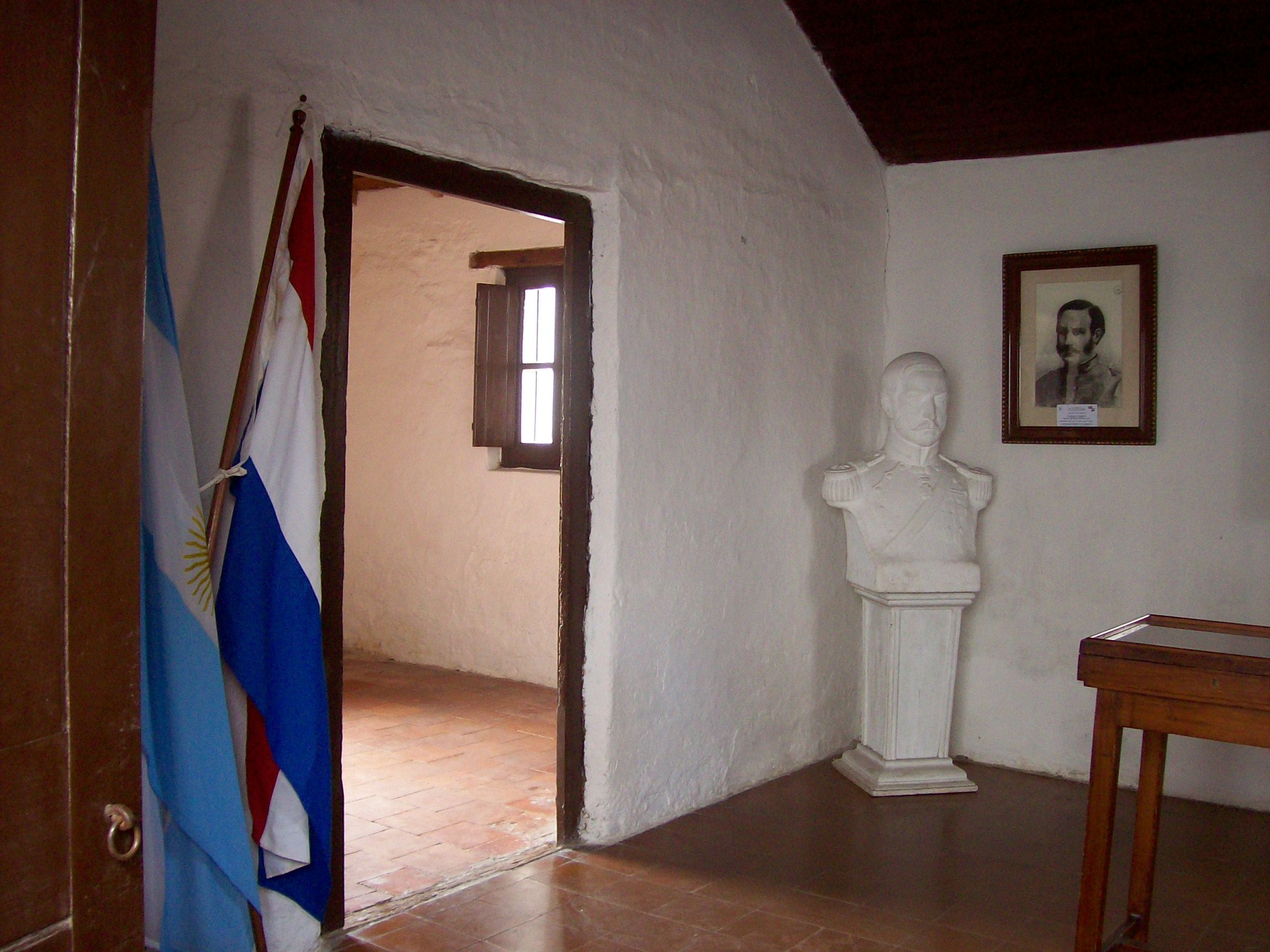
Interior de la casa histórica de José Félix Bogado y su busto, por Erminio Blotta.

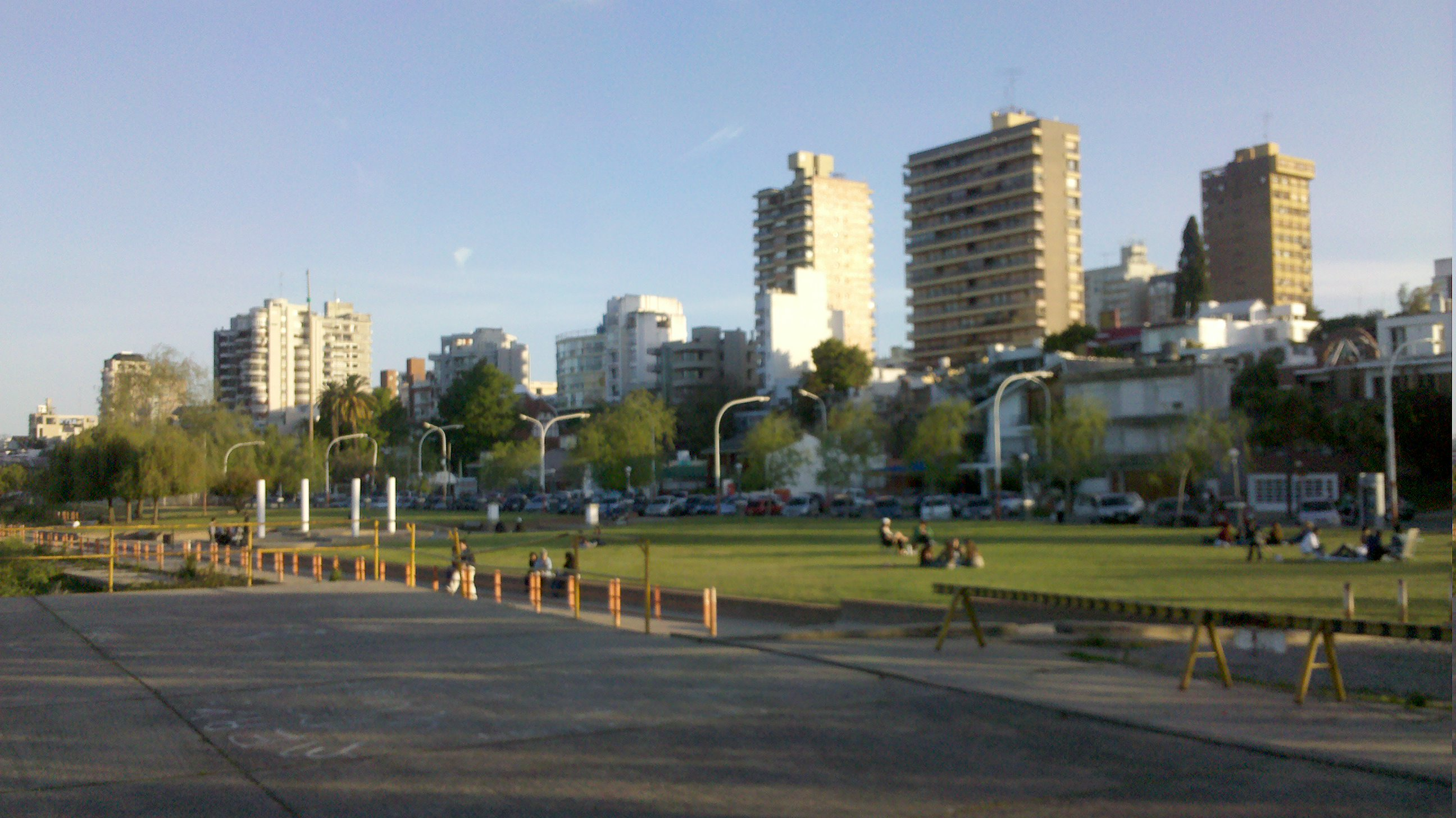
Vista de la ciudad desde la Costanera Vieja.

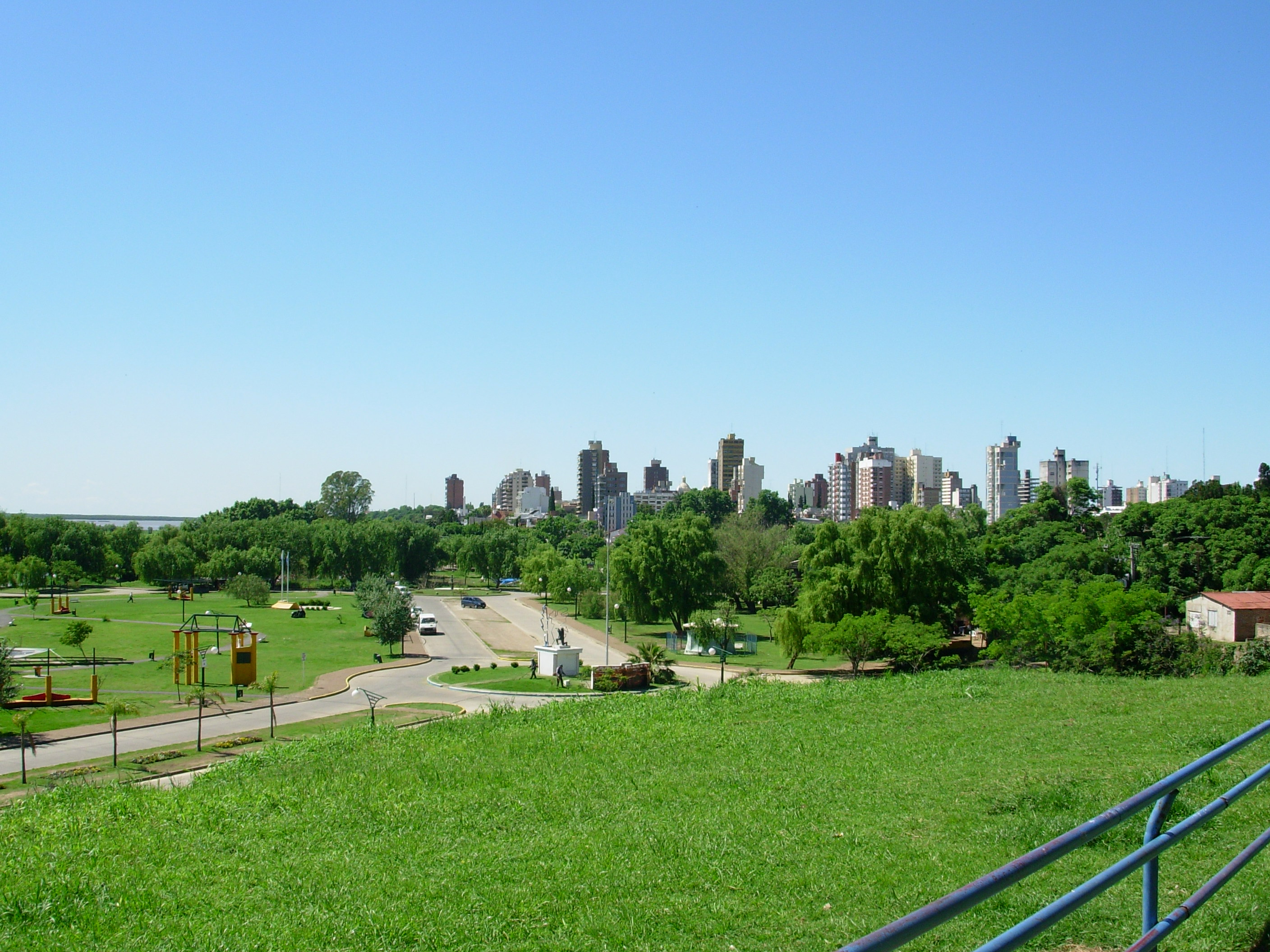
Imagen de la Ciudad desde la Costanera Nueva.

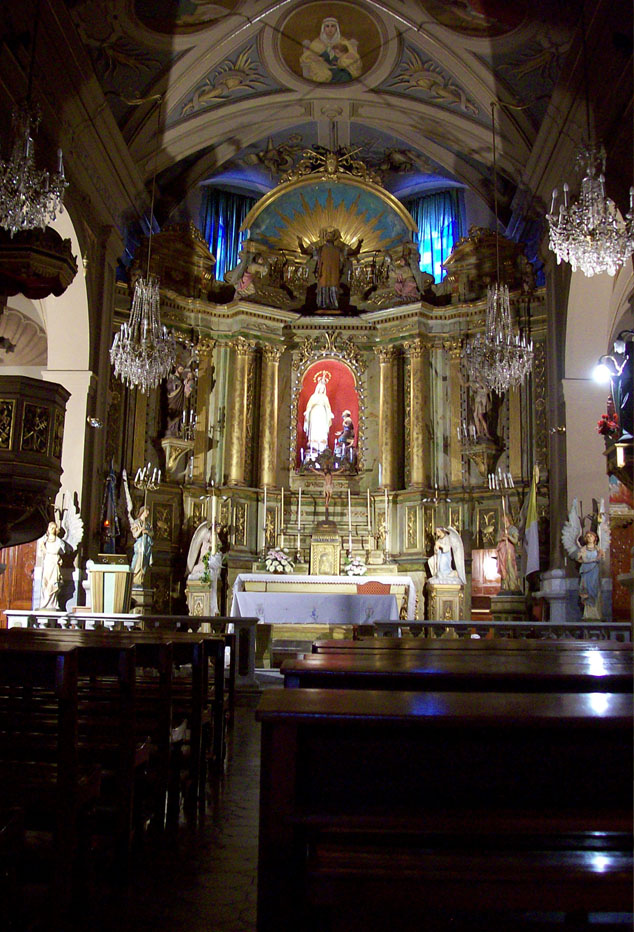
Vista del altar de la capilla del hospital San Felipe.

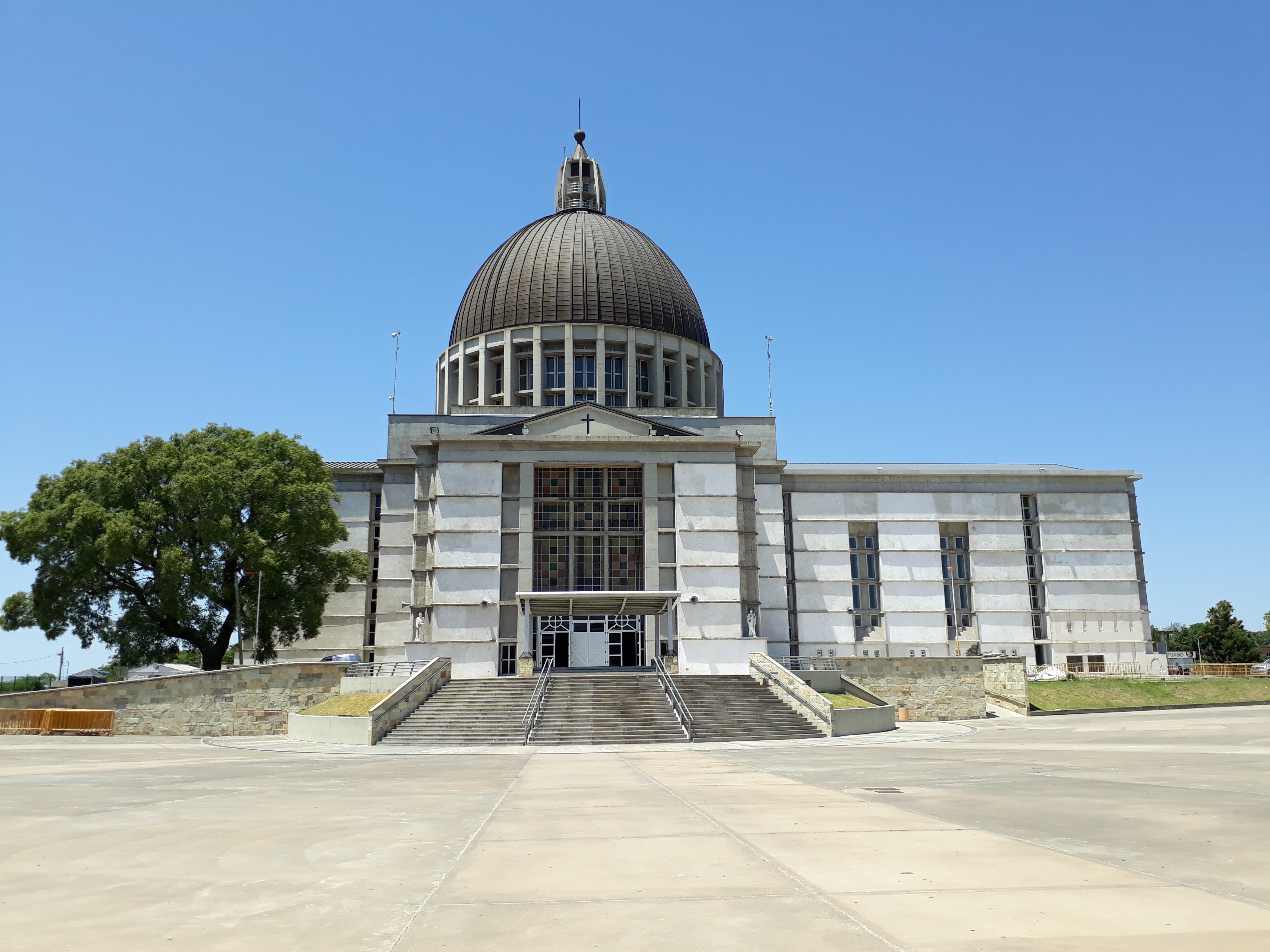
Vista del Santuario de la Virgen del Rosario de San Nicolás.

San Nicolás de los Arroyos (referido también simplemente como San Nicolás) es una ciudad argentina, cabecera del partido de San Nicolás. Está situada en el extremo norte de la provincia de Buenos Aires, sobre el río Paraná. Se ubica a 234 km de la Ciudad de Buenos Aires, 75 km de Pergamino, 64 km de Rosario, y a 231 km de la Ciudad de Santa Fe.
Su principal acceso vial es el km 231 de la ruta nacional 9. Por otro lado, la ruta nacional 188 en dirección este-oeste la conecta con el corredor del océano Pacífico. Y también, a la vera de la autopista (RN 9) se encuentra "El Parador" de micros.
Por otra parte, la cruza el ferrocarril General Mitre, operado por la empresa Nuevo Central Argentino, en sentido norte-sur.
La ciudad cuenta con estación terminal de ómnibus; y de carga-descarga con vías férreas al pie de grúas de la vía fluvial del Paraná, con un importante puerto en el km 243, que sirve a la actividad industrial y cerealera.
El proyecto de regionalización de la provincia de Buenos Aires presentado en 2010, considera a San Nicolás cabecera, junto con la ciudad de Pergamino, de una de las cuatro regiones (Región I) en que se dividiría el interior provincial.
Una moderna autopista, concesionada, de 1978, llega a Buenos Aires desde Rosario. En San Nicolás nace la Ruta Nacional 188 hasta San Rafael; en la Provincia de Mendoza. La misma sirve de conexión con la ciudad de Pergamino donde se empalma con la Ruta Nacional 8, con alcance directo al Sur de  Santa Fe y más tarde hacia las provincias de Córdoba, San Luis, La Pampa y Mendoza. Por la RN188 se llega directamente al Puerto de San Nicolás de los Arroyos, apto para buques de gran calado. De él salen para distintos lugares del mundo cereales, hierros, aceros y distintas materias primas.

## Situación geográfica
Esta ciudad se encuentra a la vera de un brazo del río Paraná, en el corredor industrial que se extiende entre Zárate-Campana y Rosario. Limita al sur con el partido de Ramallo, al oeste con Pergamino, al norte con el Arroyo del Medio ―límite natural con la provincia de Santa Fe― y al este con el arroyo Yaguarón (porción final del Arroyo del Medio). De estos límites naturales surge su nombre "de los Arroyos". San Nicolás no linda con el río Paraná, sino con un brazo del mismo, llamado arroyo Yaguarón, el río Paraná recién acaricia con sus aguas las costas del partido de Ramallo, mismo lugar donde se halla la fábrica siderúrgica Siderar, del grupo Techint.
Sus accesos viales son el km 231 de la ruta nacional 9 (autopista Rosario - Buenos Aires) en dirección norte-sur.
La ruta 188 en dirección este-oeste la conecta con el corredor del océano Pacífico Ruta 9.
A la vera de la autopista (RN 9) se encuentra "El Parador" de micros.
Uno de los nuevos accesos construidos a partir del 2015 es el de calle Dámaso Valdés que ingresa por autopista o ruta nacional 9 hacia al sector del Parque Industrial Norte y Estadio San Nicolás. 
Por otra parte, la cruza el ferrocarril General Mitre, operado por la empresa Nuevo Central Argentino, en sentido norte-sur.
La ciudad cuenta con estación terminal de ómnibus; y de carga-descarga con vías férreas al pie de grúas de la vía fluvial del Paraná, con un importante puerto en el km 243, que sirve a la actividad industrial y cerealera.
El proyecto de regionalización de la provincia de Buenos Aires presentado en 2010, considera a San Nicolás cabecera, junto con la ciudad de Pergamino, de una de las cuatro regiones (Región I) en que se dividiría el interior provincial.
Una moderna autopista, concesionada, de 1978, llega a Buenos Aires desde Rosario. En San Nicolás nace la ruta nacional 188 hasta San Rafael (Mendoza). La misma sirve de conexión con la ciudad de Pergamino donde se empalma con la ruta nacional 8, con alcance al sur de Córdoba, San Luis y Mendoza. Por la ruta 188 se llega directamente al Puerto de San Nicolás de los Arroyos, apto para buques de gran calado. De él salen para distintos lugares del mundo cereales, hierros, aceros y distintas materias primas.
San Nicolás está ubicada a:
- 70 km de Rosario
- 75 km de Pergamino
- 165 km de Junín
- 190 km de Venado Tuerto
- 240 km de Ciudad Autónoma de Buenos Aires
- 240 km de Santa Fe Ciudad
- 270 km de Paraná
- 310 km de La Plata
- 470 km de Córdoba Ciudad
- 590 km de Pinamar
- 650 km de Mar del Plata
- 760 km de Bahía Blanca
- 900 km de Mendoza
- 1100 km de Neuquén Ciudad

## Barrios de San Nicolás

### Zona norte
- 14 de abril
- 25 de mayo
- Alto Verde
- Asonia
- Automóvil Club
- Azopardo
- Barrancas del Yaguarón (que a su vez se divide en barrio azopardo y barrio Yaguarón)
- Bola de Oro
- Castelli
- Costa Juncal
- Don Miguel
- Fraga
- Güena
- Lares
- La Loma
- Las Mellizas
- Loteo Castelli
- Martínez
- Moreno
- Parque Norte
- Parque Palmares
- Parque Sarmiento
- Prado Español
- Riverland
- San Cayetano
- San Jorge
- San Martín
- San Pablo
- Santa Clara
- Santa Teresita
- Suizo

### Zona oeste
- 12 de Marzo
- 21 de Septiembre
- Colombini
- Colombo
- Don Américo
- Evita
- Garetto
- General Mosconi
- Ginés García (FONAVI)
- Irigoyen
- Islas Malvinas
- ITEC
- La Florida
- Lanza
- Las Manzanitas
- Las Viñas
- Los Cedros
- Los Viñedos
- Mitre
- Oeste
- Parque Córdoba
- Parque Santa Cecilia
- Pezzi
- San Francisco
- Villa María
- Virgen del Rosario

### Zona centro
- 17 de Octubre (Cooperación)
- Belgrano
- Centro
- Comisión Calle Italia
- Del Carmen
- Don Bosco
- José Ingenieros
- Juan XXIII
- Las Flores
- Obrero
- Padre D’Amico
- Ponce de León
- Ponte
- Primavera
- Química
- San Isidro
- Santuario
- Urquiza
- Villa Cavalli

### Zona sur
- 7 de Septiembre (IVBA)
- 9 de Julio
- Alma Verde
- Astul Urquiaga
- Autopista
- Avamba'é
- Ayres del Sur (Procrear I)
- Chimpay
- Cume-Hué
- Cumelén
- Villa esperanza
- Golf Club
- Güemes
- La Alcoholera
- La California
- Ponce de Leon
- Los Fresnos
- Los Pinos
- María Bellia
- Parque Avamba'é
- Plastiversal
- Saavedra
- San Eduardo
- Sandrina
- Santa Rosa
- Savio
- Barrio sironi
- Somisa
- Super Usina
- Trípoli
- El Cortijo
- Villa Los Pescadores
- Villa Los Provincianos
- Villa Piolín
- Virgen del Luján

### Delegaciones
- Campos Salles
- Conesa
- Erézcano
- General Rojo
- La Emilia
- Villa Campi
- Villa Canto
- Villa Esperanza
- Villa Hermosa
- Villa Riccio

## Reserva natural
La ciudad cuenta con una reserva natural antes denominada «Parque Rafael de Aguiar (área natural protegida municipal)». Por derogación de la Ordenanza 8235/12 a fines de 2021, se creó el Ecoparque San Nicolás, en el marco de conflictos con las organizaciones ambientalistas de la comunidad. El Ecoparque supone la destrucción de sectores protegidos del ambiente para creación de áreas recreativas concesionadas a empresas privadas.
El territorio del parque comprende los terrenos situados desde el fin del paseo Costanero, incluyendo la barranca, y hasta el arroyo Yaguarón (que es la porción final del Arroyo del Medio), más la isla situada entre el cauce principal del río Paraná Guazú y el Arroyo Yaguarón, denominada Isla Ballesteros. Ocupa aproximadamente 1500 hectáreas, en las que se pueden encontrar tres ambientes típicos: las barrancas, los bañados y las islas. Esta variedad de ambientes permite disfrutar de una flora y fauna autóctona, característica del lugar.
Dentro del área protegida se establecen distintos tipos de zonas según su uso:
Zona Intangible: es la zona dedicada a la conservación. Es la que implica mayores restricciones al uso, ya que su objetivo es proteger las áreas de mayor importancia para su conservación. Puede ser utilizada para fines científicos, investigación y educación, no admitiéndose actividades destructivas o deteriorantes.
Zona de uso público extensivo: es una zona que admite usos de bajo impacto que impliquen mínimas modificaciones de las características naturales del área, pudiendo estar dotada de accesos y ciertos servicios públicos. Es una zona para desarrollar actividades de investigación, educativas y recreativas de bajo impacto con la finalidad de generar un acercamiento de los visitantes al patrimonio ambiental del Parque.
Zona de uso público extensivo especial: es una zona que implica niveles intermedios a altos de modificación ambiental relacionados con la instalación de infraestructura y/o el establecimiento de asentamientos humanos que desarrollan actividades no siempre acordes a los objetivos de conservación del área protegida.
Zona de uso público intensivo: es una zona de extensión reducida, donde se admiten grados intermedios a altos de modificación de las características naturales. Su objetivo principal es la recreación y actúa como zona de recepción, es estratégica en cuanto al control del ingreso y de la conducta de los visitantes, al igual que para la atención de los mismos. Se puede utilizar para actividades de esparcimiento, recreativas, de educación ambiental, deportivas, etc., y para la instalación de infraestructura y servicios.
Zona de recuperación: es la zona destinada a tareas de control y manejo, para recuperar los ambientes degradados y disminuir procesos de erosión, colmatación, contaminación y de invasión de especies exóticas.
Zona de amortiguación: es la zona que comprende las áreas adyacentes a los límites del área protegida, conformando espacios de transición entre las zonas protegidas y el entorno. Su establecimiento intenta minimizar las repercusiones de las actividades humanas que se realizan en los territorios inmediatos.

## Sismicidad
La región responde a la «subfalla del río Paraná», y a la «subfalla del río de la Plata», con sismicidad baja; y su última expresión se produjo el 5 de junio de 1888 (137 años), a las 3.20 UTC-3, con una magnitud probable, en San Nicolás, de 4,5 en la escala de Richter. (Terremoto del Río de la Plata de 1888).

## Turismo

### Turismoreligioso
El perfil religioso de la ciudad se define por el culto mariano. Desde 1983, dos millones de peregrinos al año[cita requerida] visitan el Santuario de Nuestra Señora del Rosario de San Nicolás.
El profundo carácter religioso de la ciudad reside adicionalmente en otros templos, iglesias y parroquias de singular encanto, como por ejemplo la iglesia Catedral, en la zona céntrica de la ciudad, contigua a la sede del Obispado; la iglesia del Espíritu Santo (Barrio SOMISA); el santuario del Perpetuo Socorro (La Emilia), la parroquia de María Auxiliadora (considerada monumento histórico) y la capilla del Hospital San Felipe.
Otros de los acontecimientos que hacen de San Nicolás un centro que atrae a miles de fieles son las distintas celebraciones y festividades que tienen lugar en el transcurso del año, como las Fiestas Patronales de San Nicolás de Bari, Jesús Misericordioso, San Cayetano, etc.
Pueden visitarse manifestaciones de arte religioso en obras de artistas locales, como el Mural de la Catedral (de Alejandrina Cappadoro), el Mural de Luis Gramet, el Cristo Muerto en la Cruz (de Diego Lavié, ubicado en Villa General Savio, en Ramallo), y las representaciones del Pesebre y Viacrucis viviente.
Sus playas
San Nicolás se convirtió en una ciudad de cara al río con diferentes propuestas para disfrutar del entorno natural y, sobre todo, del hermoso paisaje que nos brinda el río Paraná.
Se trata de bancos de arena natural que se encuentran sobre el río Paraná, en el margen que corresponde a San Nicolás, a los que se llega a través de un puente flotante ubicado en la zona de la Costanera y Av. Alberdi, y que se puede atravesar caminando, en vehículo o en colectivo.
Las playas "Barranquitas" y “El Arenal” se volvieron un clásico entre nicoleños y turistas. Ambas cuentan con todas las comodidades para compartir la temporada de verano en familia y con amigos.
Sobre las playas:
- Nuevos horarios

Barranquitas y El Arenal abrirán solo sábados y domingos de 08:00 a 20:00
- ¿En qué horario puedo cruzar a las playas?

El puente está habilitado sábados y domingos de 08:00 a 20:00.
Sólo puede cruzarse a pie o en bicicletas. 
- ¿A qué distancia se encuentran desde la ciudad?

Barranquitas se encuentra a 3 kilómetros del puente de cruce y El Arenal a 6 kilómetros.
- ¿Puedo hacer un asado?

No. No se permite prender fuego en las playas.
- ¿Puedo acampar?

No. No está permitido acampar en las playas.
Los paradores cuentan con un sector habilitado para bañarse durante la presencia de guardavidas, y los visitantes pueden alquilar sombrillas y camastros. También cuentan con sanitarios, venta de bebidas, alimentos y además se pueden tomar clases de windsurf, SUP, divertirse en juegos náuticos o salir a remar en kayak, todas opciones que invitan a pasar un día diferente hasta contemplar el atardecer en la playa.
San Nicolás sigue reinventándose para que los turistas disfruten al máximo de una escapada lo suficientemente cercana a la ciudad, y a la vez, alejada de ella para poder relajarse y disfrutar de la naturaleza y el aire libre.
Autódromo San Nicolás
Desde la inauguración del Predio Ferial y Autódromo San Nicolás, la ciudad ocupa un lugar en la agenda de los negocios nacionales e internacionales del agro, así como también en la agenda automovilística del país, logrando mayor reconocimiento fuera de la región y un beneficio económico reflejado de manera directa en el consumo hotelero y gastronómico nicoleño.
Desde 2017 el Predio recibe cada año a Expo agro, la exposición agropecuaria a cielo abierto más grande de Latinoamérica que por primera vez decidió instalarse en una sede estable.
En octubre de 2018 se inauguró oficialmente el circuito. Autódromo de San Nicolás modernidad, tecnología y la ventaja de estar ubicado dentro de un predio ferial de 90 hectáreas, lo transforman en un autódromo único en el país.
El diseño creado para poder recibir a todas las categorías nacionales permite también, la realización de eventos deportivos internacionales y corporativos. Las características del trazado y las amplias zonas destinadas al público, hacen que los espectadores puedan observar el recorrido completo dentro del circuito desde todos los sectores.
Las características de sus instalaciones y la amplitud del Predio permiten realizar eventos deportivos masivos, exposiciones a cielo abierto, convenciones y también, eventos corporativos y empresariales.
Está ubicado a 10 minutos del centro de la ciudad, su proximidad a la autopista y Ruta Nacional 188, permiten el fácil acceso y la rápida evacuación.

## Numeración de las calles nicoleñas
San Nicolás poseía una numeración muy antigua y extraña a otras ciudades argentinas: del 1 al 50 en cada cuadra, habiendo algunas que tienen 25 números por cuadra, especialmente en los barrios.
La numeración se estipula de la siguiente manera: las calles transversales a la calle De la Nación tienen numeración par en su lado derecho hacia la misma. Las calles paralelas a De la Nación tienen numeración par en su lado derecho yendo hacia el río Paraná.
La extensión de cada cuadra es de 125 m, a diferencia de otras ciudades antiguas de Argentina, con 123.
Durante una de las intendencias de facto de Miguel Bent en los años sesenta, se aprobó una «ordenanza de facto» con nueva numeración, incorporando tanto la centena por cuadra como los numerales del 1000 y más. Aún quedan como relictos tales plaquitas en algunos frentes de edificios.

## Ruta Nacional 9 (Argentina)
El microcentro de la ciudad fue paso obligado del tránsito liviano y de autobuses desde la pavimentación de la carretera en 1939, hasta 1967.
Por lo tanto, durante los anuales Grandes Premios de Turismo Carretera, se podía disfrutar del paso de los famosos corredores, que venían del norte argentino (vía Rosario, profundamente admirados de los récords de tiempo entre ambas ciudades de no más de 25 min, cuando para la época se demoraba 2.20 h) hacia la ciudad de Buenos Aires.
El recorrido a relativas altas velocidades era: por Plaza del Cementerio, Urquiza, De la Nación, Av. Savio; y seguían. En la esquina de Urquiza, Veinticinco de Mayo y Nación, se congregaba multitud de espectadores, con el riesgo de que algún conductor de automóvil de carrera no percibiera los desesperados gestos de los «banderilleros» con sus «trapos rojos» alertando del cambio de arteria a 90°.

## Servicios
Las empresas encargadas de brindar el servicio de televisión por cable / fibra óptica en la ciudad son Claro (fibra óptica), Telered (Cable coaxial) Express (fibra óptica) Grupo Barone (fibra óptica) y Flow (Fibra óptica y coaxial), que además posee una señal (Somos San Nicolás) donde se pueden observar diferentes programas de entretenimientos, culturales y periodísticos de la ciudad. A nivel emisoras radiales, se encuentran más de 40 radios en el partido.[cita requerida] La ciudad también cuenta con diversos medios gráficos, siendo el más importante el diario El Norte
La empresa que provee energía a la ciudad es EDÉN (Empresa Distribuidora de Energía Norte), mientras la empresa encargada del gas natural para la ciudad es Litoral Gas, salvo en la zona oeste, recientemente incorporada a la red, donde la empresa encargada es BAGSA S.A.
Los medios de comunicación celular se proveen a través de las empresas Claro, Movistar, Personal, además de contar con Telecom para las líneas de telefonía fija. La cual también provee su servicio de Internet a través de su empresa, compitiendo con otras alternativas privadas e incluso locales, como es el caso de Intercom.

## Educación
La ciudad cuenta con diversos establecimientos educativos, tanto estatales como privados en todos los niveles de educación.
Se destaca la educación secundaria técnica debido a la influencia del polo siderúrgico y a la presencia de la Facultad Regional San Nicolás perteneciente a la Universidad Tecnológica Nacional.
También se encuentra en la ciudad una sede de la Facultad de Ciencias Económicas y Estadística de la Universidad Nacional de Rosario

## Cultura

### Teatro Municipal
En la esquina de las calles De la Nación y Maipú, se encuentra el Teatro Municipal "Rafael de Aguiar", inaugurado el 10 de agosto de 1908 durante la intendencia de Adolfo J. Bruyant, ocupando 1375 metros cuadrados.

### Biblioteca Popular
Sita en la esquina de las calles Ameghino y Don Bosco, posee más de 35.000 obras en su sede central. La gestora del proyecto fue Juana Couretot de Guella, quien trabajó para la institución hasta el día de su muerte. Su retrato se encuentra emplazado en la sala principal de atención al público.

### Personas destacadas
- Miguel Rojas (1845-1904). Compositor. Se trata de uno de los primeros operistas argentinos. Su obra más importante es el drama lírico de argumento argentino "Chaquira Lieu" (1879), una de las óperas más antiguas conservadas escritas en la Argentina.

- León Guruciaga (1848-1919). Maestro, escritor y periodista vasco que vivió desde su juventud en San Nicolás. Durante casi cuarenta años fue el director de la Escuela n.º 1 Melchor Echagüe.

- María Amalia Dolores Ubeda (1869-1938). Médica, la segunda diplomada en la carrera en Argentina, especializada en ginecología.
- Héctor Iglesias Villoud (1913-1988). Compositor, director de orquesta y pedagogo. Autor del ballet "El Malón" y la ópera "El Oro del Inca", ambas estrenadas en el Teatro Colón de Buenos Aires.

- Enrique Gorriarán Merlo (1941-2006). Guerrillero argentino, fundador del Partido Revolucionario de los Trabajadores (PRT) y de su brazo armado, el Ejército Revolucionario del Pueblo (ERP), junto a Mario Roberto Santucho, y uno de los ejecutores del dictador nicaragüense Anastasio Somoza.

- Ginés González García (1945-2024). Es un médico y doctor nacido en Argentina. Fue ministro de Salud y Ambiente de la Nación durante el gobierno de Néstor Kirchner. Desde 2007 es Embajador argentino en Chile habiendo sido designado por la presidenta de la Nación Cristina Fernández. También fue fundador y primer presidente de AES. En su larga carrera académica ha dictado más de 500 conferencias nacionales e internacionales.

- Daniel Wirtz (1958-2008). Baterista y cantante de rock argentino, lideró La Sonora de Bruno Alberto e integró Spinetta y los socios del desierto.

- Manuel Wirzt (1963-). Cantante, músico, compositor, actor, mimo, director teatral y conductor de televisión argentino (hermano del anterior).

- Ulises Eyherabide (1967-2022). Cantante, arquitecto y diseñador gráfico. Fue líder y fundador de la banda de rock cristiano, Rescate.

- Orlando Millaá (San Nicolás, 15 de diciembre[12] de 1967[13] - Buenos Aires, 24 de noviembre de 2016),[14] concertista de piano y docente universitario, residente en Buenos Aires.[15]

- Valeria Bertuccelli (1969-). Actriz de cine y televisión, En 2018 obtuvo el galardón a la Mejor Actriz en el Festival Internacional de Sundance, por su actuación en la película La Reina del Miedo[16] Es apenas uno de los varios premios de su destacada carrera.[17]

- Cecilia Bonelli (1985-). Modelo y conductora argentina. Actualmente está casada con el jugador de fútbol Darío Cvitanich. Conocida como "Chechu", reconocida por haber trabajado en Fox Sports en el programa "Fútbol Para Todos".

- Juan Gregorio Malizia (1985-). Bailarín y coreógrafo de tango. Campeón mundial de tango escenario (2014), y actor protagonista de la película Un tango más.

- Ricardo Mario Darín (1989-).  Más conocido como Chino Darín, es un actor argentino, hijo del actor argentino Ricardo Darín y de Florencia Bas.

### Deportistas destacados
- Juan Martín Hernández (1982-). Jugador argentino de rugby que se desempeña como apertura o fullback. Formó parte de la Selección Argentina de Rugby que se quedó con el tercer lugar del Mundial 2007.

- Patricio Hernández (1956-). Exfutbolista argentino. Integró el plantel de la Selección Argentina de Fútbol que disputó el Mundial de 1982. Tío del jugador de rugby Juan Martín Hernández.

- Omar Sívori (1935-2005). Exfutbolista y entrenador argentino nacionalizado italiano. Considerado como uno de los mejores futbolistas argentinos de todos los tiempos, integra las listas FIFA 100 y la de los 50 Mejores Jugadores del siglo XX elaborado por expertos e historiadores de FIFA y publicados también por IFFHS en el 2004.

- Rubén Pagnanini (1949-). Exfutbolista argentino. Desarrolló su carrera deportiva en los clubes Estudiantes de la Plata (1968-1977), Independiente de Avellaneda (1977-1980) y Argentinos Juniors (1980), obteniendo distintos títulos. Integró el plantel de la Selección Argentina de Fútbol que disputó el Mundial de 1978.

- Cosme Zaccanti (1966-). Entrenador y exfutbolista argentino. Desarrolló su carrera deportiva como defensor, llegando a jugar siete años en Racing Club.

- Nelson Vivas (1969-). Entrenador y exfutbolista argentino. Integró las Selecciones Argentinas de Fútbol que disputaron los mundiales de 1998 y 2002. En su carrera supo jugar para los clubes Boca Juniors y River Plate.

- Sebastián Firpo (1976-). Jugador de voleibol argentino. Integró la Selección Argentina que disputó los Juegos Olímpicos de Atlanta 1996 y Sídney 2000.

- Santiago Santamaría (1952-2013). Exfutbolista argentino. De paso por el Club Atlético Newell's Old Boys, integró el seleccionado argentino que disputó el Mundial de 1982.

- Ramon Oliden (1977-). Ex-regatista y actual entrenador en clase Optimist. Campeón mundial de la especialidad en 1992.

- Andrés Guglielminpietro (1974-). Entrenador y exfutbolista argentino de trayectoria nacional e internacional. Desarrolló su carrera principalmente en los clubes Gimnasia de La Plata y Boca Juniors de Argentina, y en los clubes AC Milan e Inter de Milán de Italia.

- Leonardo Franco (1977-). Arquero de fútbol argentino. Múltiple campeón de mundiales juveniles, integró la Selección Argentina que participó del Mundial 2004.

- Cristian Campestrini (1980-). Arquero de fútbol argentino. Reconocido por haber integrado los planteles históricos del Arsenal Fútbol Club que fuera campeón de la Primera División Argentina, de la Copa Argentina y la Supercopa Argentina.

- Martín Nervo (1991-). Futbolista argentino que desarrolló su carrera en los clubes Huracán de Parque Patricios y Arsenal Fútbol Club. Integrante de los planteles históricos de Arsenal, junto a Cristian Campestrini.

- Vicente Principiano (1978-). Futbolista argentino que integró el plantel de Racing Club que se consagró campeón de Primera División en 2001.

- Aldo Osorio (1974-). Exfutbolista argentino. Durante su trayectoria jugó en clubes como Newell's Old Boys, Lecce, Argentinos Juniors, Numancia, entre otros.

- Fernando Gastón Córdoba (1974-). Exfutbolista argentino. Jugó en varios clubes argentinos e internacionales como Estudiantes de La Plata, Racing Club, Sampdoria, Sporting Cristal, Olimpia de Paraguay, entre otros. En Olimpia fue campeón de la Copa Libertadores 2002.

- Santiago Biglieri (1986-). Futbolista argentino. Desarrolló gran parte de su carrera deportiva en el Club Atlético Lanús, donde debutó en 2003 y fue campeón de Primera División en 2007.

- Javier Yacuzzi (1979-). Futbolista Argentino. Se desempeña como defensor lateral izquierdo y formó parte del plantel histórico del Arsenal Fútbol Club, que supo conquistar la Copa Sudamericana de 2007 y la Copa Suruga Bank de 2008.

- Nicolás Cabrera (1984-). Futbolista argentino. Supo integrar los planteles de diversos equipos argentinos, consagrándose en el Club Atlético Vélez Sarsfield donde obtuvo el campeonato apertura de Primera División de 2009.

- Bruno Bianchi (1989-). Futbolista Argentino. Desarrolló su carrera deportiva en equipos argentinos como Estudiantes de La Plata y Unión de Santa Fe.

- Lautaro Giannetti (1993-). Futbolista argentino. Desarrolló su carrera mayoritariamente en el Club Atlético Vélez Sársfield, donde debutó en 2012 y conquistó los títulos de Primera División 2012/13 y la Supercopa Argentina en el año 2013.

- Fabricio Lenci (1984-). Es un futbolista argentino con nacionalidad italiana. Juega de delantero. Jugó en muchos clubes pero debutó en el año 2005 en el equipo italiano Campobasso. Actualmente se encuentra jugando en el Club Deportivo Juventud Unida, de la ciudad de Gualeguaychú.

- Walter Acuña (1992-). Apodado "cachete", es un futbolista argentino. Juega de delantero y su equipo actual es Olimpo de Bahía Blanca de la Primera División de Argentina. Debutó en Rosario Central en el año 2012.

- Federico Scoppa (1987-). Es un futbolista argentino, se desempeña como volante central, formó parte del plantel de Santamaria de Tandil en la B Nacional y actualmente forma parte del plantel de Atlético Rafaela. Debutó en el Club Boca Juniors en el año 2004.

- Maximiliano Giusti (1991-2016). Fue un futbolista argentino. Jugó de delantero y su equipo último fue el Universitarios de Deportes de la primera división de Perú. Debutó en el año 2011 en el Club Atlético Vélez Sarsfield donde consiguió el Torneo Clausura del mismo año.

- Sergio Oscar Almirón (1986-). Es un futbolista argentino. Juega de delantero y su actual equipo es Blooming de la primera división del fútbol Boliviano.

- Javier Burrai (1990-). Es un futbolista argentino que se desempeña como arquero. Formó parte del plantel profesional de Guillermo Brown de Puerto Madryn de la segunda división del fútbol Argentino. Su debut en primera división fue en el club Arsenal de Sarandí, además tuvo un paso por el exterior jugando en Suiza en el FC Locarno. Actualmente forma parte de Sarmiento de Junín.

- Jonathan Rodríguez (1990-). Es un futbolista argentino que se desempeña como volante. Realizó la mayor parte de su carrera en el fútbol rumano siendo campeón con el Cluj en la temporada 2021/2022. Actualmente juega en River Plate de la Primera División de Uruguay.

- Cristian Fornillo (1990-). Es un futbolista argentino que se desempeña como delantero. Actualmente juega en Central Córdoba de Santiago del Estero.

- Juan Musso (1994-). Arquero de fútbol argentino. Debutó en el plantel profesional del Racing Club de Avellaneda, proclamándose campeón del Torneo de Transición 2014 de la Primera División del Fútbol Argentino. Actualmente juega en el Udinese de la Serie A del fútbol italiano. Jugó un partido en la Selección Argentina absoluta.

- Daniel Andres Ferreyra (1982-). Arquero, inició su carrera en Club Belgrano, tuvo participación en la selección sub-17, pasó por River Plate, Rosario Central, Coquimbo Unido (Chile), y llegó al fútbol peruano, donde fue campeón con Melgar FBC, actualmente es el arquero de Cienciano de Cusco.

### Nicoleños destacados a lo largo de la historia
- Dra. María Amalia Dolores "Lola" Ubeda (1869-1938). Médica, fue la segunda mujer diplomada en medicina del país (UBA, 1902). Una de las fundadoras de la Sociedad de Ginecología de la Argentina. Directora de la Escuela de Enfermería del Hospital Rivadavia. Ciudadana ilustre declarada por la Cámara de Diputados de la Provincia de Buenos Aires, el 22 de mayo de 2007.

## Transporte
La ciudad de San Nicolás cuenta con la conexión del Ferrocarril General Bartolomé Mitre con servicios diarios entre Retiro y Rosario, siendo San Nicolás de los Arroyos una estación intermedia de importancia.
Respecto al transporte automotor con una única y monopólica empresa de colectivos (autobuses) encargada del transporte público de la ciudad. Esta es la cuestionada EVHSA (Empresa Vercelli Hermanos S. A.), la cual recorre toda la ciudad con diez líneas de colectivos, y la conectan con ciudades vecinas a través de líneas de media distancia. Vercelli en pocos años compró sospechosamente las demás empresas de transporte, Hermae y TANHSA (Transporte Automotor Nuevo Horizonte S.A).
Autobuses que recorren la ciudad y su área metropolitana:
| Línea | Cabeceras                                                                  |
| ----- | -------------------------------------------------------------------------- |
| 228   | San Nicolás - Ramallo - San Pedro - Baradero - Lima Zárate/Puente Saavedra |
| 230   | San Nicolás - Pergamino                                                    |
| 342   | San Nicolás - Ramallo                                                      |
| 374   | Siderar - Parador                                                          |
| 375   | Siderar - Arroyo del Medio                                                 |
| 500   | General Rojo - Terminal                                                    |
| 501   | Barrio Sironi - Barrio SOMISA- Santa Clara                                 |
| 502   | Floresta - Golf                                                            |
| 503   | 7 de septiembre - Las Mellizas                                             |
| 504   | Suizo - Santa Rosa                                                         |
| 505   | Las Viñas - Fraga                                                          |
| 506   | 12 de marzo - FO.NA.VI.                                                    |
| 507   | Sandrina - San Jorge                                                       |
| 510   | Parador / San Francisco - Güemes                                           |
| 512   | Los Fresnos - La Emilia                                                    |
| A     | Rosario - Terminal San Nicolás                                             |
| 915   | Villa Constitución - Terminal San Nicolás                                  |

## Centro comercial
La ciudad no cuenta con centro comercial.
Sus calles principales son De la Nación, Mitre, Belgrano, Pellegrini y sus calles transversales, entre Avenida Savio y Guardias Nacionales. En los últimos años, la ciudad  pasó por varias transformaciones, de tener solo una peatonal de una cuadra (ubicada en la Plaza Mitre), a tener dos peatonales. Las calles principales, de la Nación, desde Av.Savio a Colón, y Mitre desde av Moreno, hasta Rafael de Aguiar, se convirtieron en un extenso camino para recorrer a pie , pero sólo en una época especial del año, mientras tanto, por esas calles, circulan los autos con normalidad. Se pueden disfrutar de algunos restaurantes de la ciudad, algunos de los cuales cuentan con su historia de antaño en la ciudad.
Además de disfrutar de su hermosa arquitectura.

## Deportes
En San Nicolás, diversos clubes deportivos tienen arraigo y presencia en el ámbito social de la ciudad, destacándose en diversas disciplinas. En este contexto, los clubes más representativos son:
- El Club de Regatas San Nicolás, cuenta con varias actividades náuticas, debido a estar situado al lado del río Paraná. Además se destaca en rugby, hockey, fútbol, balonmano y básquet.
- El Club Belgrano cuenta con varias actividades deportivas, entre ellas el básquet, fútbol, hockey, balonmano, rugby y la natación, y cuenta con un campamento deportivo.
- El Club Somisa cuenta con un importarte número de actividades. Además posee la primera cancha de hockey de césped sintético de la ciudad y la primera Cancha de Balonmano con piso de parqué.
- El Club Atlético Paraná, entidad futbolera que llevó muchos años representando a la ciudad en competencias regionales ejercidas por la Asociación del Fútbol Argentino.
- El Club Social y Deportivo La Emilia que estuvo varios años representando a la ciudad en el Torneo Federal B de fútbol (4.ª categoría del fútbol argentino) que es organizado por el consejo federal de fútbol de la Asociación Argentina de Fútbol (AFA) además de tener un título regional (torneo del Interior 2014 ahora torneo federal c) es el club con más títulos locales de la Liga Nicoleña de Fútbol.

En materia futbolística, San Nicolás posee su propia liga futbolística, de la cual se destacan varios representantes, siendo el Deportivo La Emilia el máximo ganador de torneos liguistas, además de contar con un título nacional, al llevarse el Torneo del Interior 2014.
Otro deporte que también supo tener relevancia en esta localidad fue el automovilismo, ya que en las proximidades de la ex-planta siderúrgica de Somisa (hoy Ternium) se encontraba el circuito de carreras conocido como El Circuito de la Siderurgia (aunque también a menudo era conocido con el nombre de la siderúrgica), donde se supieron llevar a cabo competencias de la categoría Turismo Carretera, entre 1959 y 1969. Este circuito se extendía a lo largo de 15.650 km, lo que lo convertía en uno de los más extensos del país. Tras la última competencia allí desarrollada, con el paso del tiempo comenzó a caer en desuso, hasta quedar en completo estado de abandono. Finalmente, en el año 2018 la actividad fue reiniciada al inaugurarse el nuevo Autódromo San Nicolás, ubicado en un predio de 123 hectáreas, en el km 225 de la ruta nacional 9, sobre el acceso a la ciudad. Su carrera inaugural fue el 7 de octubre de 2018, desarrollándose una fecha de la categoría Súper TC 2000. Asimismo, este autódromo también sirvió como plaza de retorno de la actividad del Turismo Carretera en la zona, habiéndose disputado allí el Gran Premio Coronación el 9 de diciembre de 2018. Su trazado principal mide 4.000 metros y tiene un circuito oval de 2.414 metros de extensión. San Nicolás es la sede del equipo DTA Racing.

## Economía
Económicamente es influenciada por los movimientos siderúrgicos de Ternium Siderar y las subcontratistas. El Complejo Industrial creado en vínculo con Ramallo es uno de los principales potenciadores para el desarrollo de Pymes, contando también con una Central Térmica. En tanto que la actividad agropecuaria, junto al Puerto de San Nicolás de los Arroyos (cosechas, estibaje y almacenamiento, etc.) marcan otro punto fuerte en la economía local. Desde 2017, la Expoagro se realiza en el predio ferial de San Nicolás.

## Despliegue de las Fuerzas Armadas argentinas
| Unidades de la Guarnición Militar San Nicolás de los Arroyos | Sigla      |
| ------------------------------------------------------------ | ---------- |
| Compañía de Ingenieros QBN y de Apoyo a la emergencia 601    | Ca QBN 601 |

## Parroquias de la Iglesia católica
| Diócesis   | San Nicolás de los Arroyos |
| ---------- | --- |
| Parroquias | El Señor de la Salud, Espíritu Santo, María Auxiliadora, Santuario Virgen del Rosario de San Nicolás, Nuestra Señora de Guadalupe y Santa Rosa de Lima, Nuestra Señora de Luján, Nuestra Señora de Pompeya, San Antonio, San Cayetano, Catedral San Nicolás de Bari, Santa Clara de Asís, Nuestra Señora de Fátima, Nuestra Señora de Lourdes, Nuestra Señora de la Medalla Milagrosa, Santa Ana |

## Derechos Humanos
ATTTA (Asociación de Travestis, Transexuales y Transgéneros de Argentina) Filial San Nicolás y Marea Diversa organizó la Primera Marcha del Orgullo de San Nicolás. La misma se llevó a cabo el domingo 17 de noviembre de 2019.